# Nyctosaurus

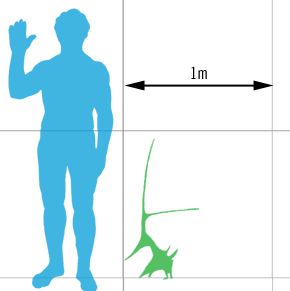

Nyctosaurus var en pterosaur som levde under den senare delen av krita. Namnet Nyctosaurus kommer från orden Nycto som på latin betyder natt alternativt fladdermus, samt saurus som betyder ödla. 
Fynd av Nyctosaurus har gjorts i nordöstra Nebraska som då var täckt av vatten. Fynd har likaså gjorts i Brasilien. Nyctosaurus hade ett vingspann på 2-3 meter och uppnådde sannolikt sin fulla storlek inom ett år från att den kläckts. Troligen tillbringade Nyctosaurus större delen av sitt liv i luften då den hade nedsatt rörelseförmåga på marken. Teorin förstärks av det faktum att den inte heller hade några klor. På baksidan av huvudet hade Nyctosaurus horn som var formade likt ett L. Hornet var i regel lika stort, om inte större, än djurets övriga längd där den uppåtgående utväxten kunde bli åtminstone 42 centimeter. Vad dessa horn användes till är oklart, men sannolikt var det för uppvisning, ett betende som återfinns hos nu existerande djurarter.